# Будяк Кернера
Будяк Кернера (Carduus kerneri) — вид рослин із родини айстрових (Asteraceae).

## Біоморфологічна характеристика
Багаторічна рослина 40–90 см заввишки. Темно-зелена рослина зі слаборозвиненими колючками. Стебла прості (зазвичай їх 2), з 1–4 кошиками, приблизно до середини густо облистнені, вузькокрилаті; по крилах колючі, вище безлисті. Листки розсічені. Кошики майже кулясті, на коротких безкрилих рожево-білоповстяних ніжках. Обгортка 17–23 мм завдовжки. Квітки рожеві. Сім'янки 4–4.5 мм завдовжки, світло-коричневі. Цвітіння: липень і серпень.

## Середовище проживання
Зростає від Балкан до українських Карпат (Албанія, Болгарія, Греція, Македонія, Чорногорія, Румунія, Сербія та Косово, Україна).
В Україні вид росте на полонинах, скелях — у Карпатах (півд. ч.).